# Ernest Hilgard
Ernest Ropiequet Hilgard (* 25. Juli 1904 in Belleville, Illinois; † 22. Oktober 2001 in Palo Alto) war ein amerikanischer Psychologe. Er wirkte von 1933 bis 1979 an der Stanford University, darunter von 1938 bis 1969 als Professor, und beschäftigte sich insbesondere mit der Theorie des Lernens sowie mit der Untersuchung und der Anwendung von Hypnose. Im Jahr 1948 veröffentlichte er unter dem Titel Introduction to Psychology ein Lehrbuch, das seitdem in über zehn Auflagen erschienen ist und mittlerweile als Atkinson and Hilgard’s Introduction to Psychology herausgegeben wird. Ernest Hilgard gilt als einer der bedeutendsten Hypnoseforscher und zählt aufgrund seiner langjährigen und vielfältigen wissenschaftlichen Aktivitäten zu den herausragendsten amerikanischen Psychologen des 20. Jahrhunderts.

## Leben
Ernest Hilgard wurde 1904 in Belleville im US-Bundesstaat Illinois als Sohn eines Arztes geboren. Er studierte zunächst Chemieingenieurwesen an der University of Illinois, an der er 1924 einen Bachelor-Abschluss erwarb. Anschließend absolvierte er ein Studium der Psychologie, das er 1930 an der Yale University mit einer Promotion über Konditionierung abschloss. An der Yale University lernte er auch seine spätere Frau kennen, die in Entwicklungspsychologie promovierte und mit der er ab 1931 verheiratet war. Nachdem er zunächst als Dozent an der Yale University geblieben war, wechselte er 1933 an die Stanford University, an der seine Frau ein Medizinstudium begann und später in der Abteilung für Psychiatrie lehrte.
Ernest Hilgard erhielt an der Stanford University eine Anstellung als Assistant Professor in der Abteilung für Psychologie und in der Fakultät für Erziehungswissenschaften und wurde 1938 zum Full Professor ernannt. Er verbrachte seine gesamte akademische Laufbahn an der Stanford University, an der er von 1942 bis 1951 als Leiter der Psychologischen Abteilung und von 1951 bis 1955 als Dekan der Graduate School fungierte. Während seiner Zeit als Dekan entstand an der Universität das Center for Advanced Studies in the Behavioral Sciences. Nach seiner Rückkehr von seinen Verwaltungstätigkeiten in den aktiven Lehr- und Forschungsbetrieb richtete er seine Interessen neu aus und übernahm, abgesehen von einem Einführungskurs, nur Vorlesungen, die er zuvor noch nicht gehalten hatte. Er wurde 1969 emeritiert, war jedoch als Leiter des Laboratory of Hypnosis Research noch weitere zehn Jahre lang in der Forschung aktiv.
Ernest Hilgard galt als politisch liberal und unterstützte unter anderem Verbrauchervereinigungen, Friedensinitiativen, Lehrergewerkschaften, Bildungsprojekte für Gefängnisinsassen sowie die American Civil Liberties Union. Seine Frau, mit der er einen Sohn und eine Tochter hatte, starb 1989. Er selbst starb im Jahr 2001 im Alter von 97 Jahren in Palo Alto infolge eines Kreislaufstillstands. Sein Nachlass wird in den Archives of the History of American Psychology an der University of Akron verwahrt.

## Wissenschaftliches Wirken
Schwerpunkte der Forschung von Ernest Hilgard waren die Untersuchung von Lernprozessen und nach seiner Zeit als Dekan an der Stanford University die Hypnose. Insbesondere im Bereich der Hypnoseforschung wurde er zu einem der international führenden Wissenschaftler. So entwickelte er ab dem Ende der 1950er Jahre die Stanford Hypnotic Susceptibility Scales als Maßstab, der eine Vergleichbarkeit und Reproduzierbarkeit von Ergebnisse verschiedener Forschungsgruppen ermöglichte und die Forschung zur Hypnose auf eine quantitative Basis stellte. Im Bereich der therapeutischen Nutzung von Hypnose widmete er sich vor allem der Anwendung zur Analgesie. Zu seinen Schülern zählten unter anderem mit Charles Tart einer der Mitbegründer der transpersonalen Psychologie sowie der Sozialpsychologe und Wahlforscher Angus Campbell.
Die meisten der von ihm veröffentlichten Bücher gelten als Standardwerke. Sein Lehrbuch Introduction to Psychology erschien seit der Erstveröffentlichung 1948 in über zehn Auflagen und wird mittlerweile unter dem Titel Atkinson and Hilgard’s Introduction to Psychology herausgegeben. Es war kommerziell so erfolgreich, dass der Verlag Hilgard anbot, jedes von ihm verfasste Buch zu verlegen. Neben seinen monografischen Werken veröffentlichte Ernest Hilgard mehr als 100 wissenschaftliche Publikationen sowie mehr als 100 Hypnosis Research Memoranda, in denen er insbesondere Methoden, vorläufige Ergebnisse und Zufallsbefunde beschrieb.
Ernest Hilgard übernahm auch Leitungsfunktionen in verschiedenen Fachverbänden. So fungierte er 1949 als Präsident der American Psychological Association (APA), von 1973 bis 1979 als Präsident der International Society of Hypnosis und von 1979 bis 1981 als Präsident der Society for Clinical and Experimental Hypnosis.

## Auszeichnungen
Ernest Hilgard wurde 1948 in die National Academy of Sciences und zehn Jahre später in die American Academy of Arts and Sciences sowie 1969 in die American Philosophical Society aufgenommen. Außerdem war er Mitglied der National Academy of Education und Ehrenmitglied der International Association for the Study of Pain. Er erhielt 1940 die Warren-Medaille der Society of Experimental Psychologists, 1969 den Distinguished Scientific Contribution Award der APA, 1971 die Wilbur Cross Medal der Yale University, 1978 die Goldmedaille der American Psychological Foundation, 1979 mit der alle drei Jahre verliehenen Benjamin Franklin Gold Medal die höchste Auszeichnung der International Society of Hypnosis und 1984 den NAS Award for Scientific Reviewing. Vom Centre College, der Colgate University, dem Kenyon College, der Northwestern University und der Universität Oslo wurde ihm die Ehrendoktorwürde verliehen. Die Fachzeitschrift American Psychologist zählte ihn 1991 zu den zehn wichtigsten zeitgenössischen Psychologen.
Nach Ernest Hilgard benannt sind der Ernest R. Hilgard Award, der von der APA seit 1994 für herausragende Beiträge zur allgemeinen Psychologie verliehen wird, sowie der seit 1997 von der International Society of Hypnosis vergebene Ernest R. Hilgard Award for Scientific Excellence.

## Werke (Auswahl)
- Conditioning and Learning. New York und London 1940
- Theories of Learning. New York 1948
- Introduction to Psychology. New York 1953
- Hypnotic Susceptibility. New York 1965
- Hypnosis in the Relief of Pain. Los Angeles 1975
- Divided Consciousness: Multiple Controls in Human Thought and Action. New York 1977
- Psychology in America: A Historical Survey. San Diego 1987